# Weckshof

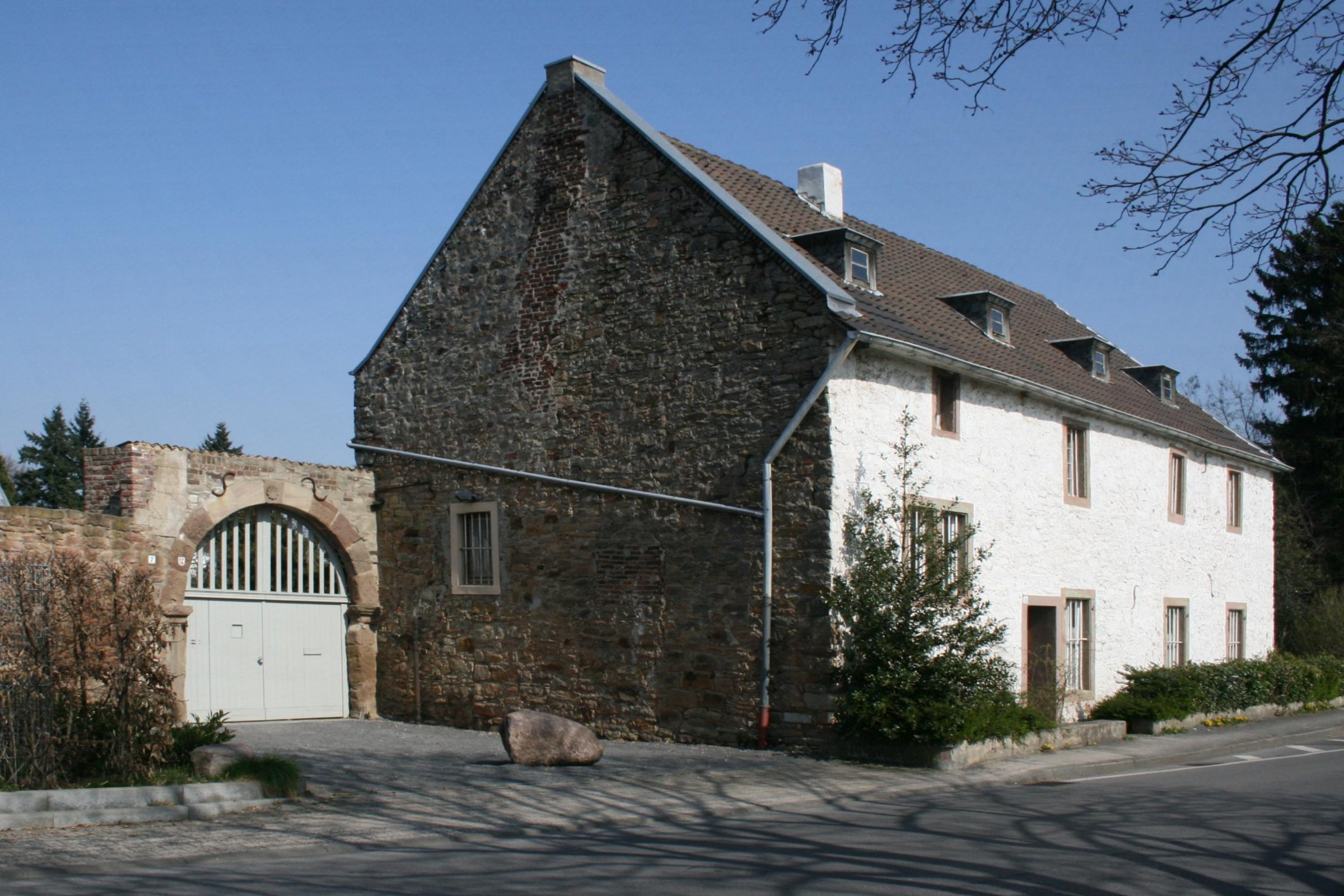

Das Gebäude Weckshof, früher auch Niederhof und Demminger-Hof genannt, steht im Dürener Stadtteil Lendersdorf in Nordrhein-Westfalen in der Straße Schmalenburg 1 gegenüber dem Hof Schmalenburg.
Das Gebäude wurde zwischen dem 17. und 19. Jahrhundert erbaut und seit dieser Zeit vielfach verändert.
Bereits Anfang des 11. Jahrhunderts hatte die Pfarrkirche St. Adalbert (Aachen) einen Stiftshof, genannt Niederhof zu Lendersdorf, welcher dem Stift noch am Ende des 18. Jahrhunderts gehörte. Dieser Dinghof, auch als Niedenhof oder Weckshof genannt, war Sitz des Hofgerichts. Zwecks Vollstreckung der Gerichtsurteile, gehörten zum Lendersdorfer Gericht auch ein Gefängnis, ein Galgen und ein Rad.
1196 verpachtete das Stift St. Adalbert in Aachen, die Oberbolheimer Mühle in Bolheim, in Erbpacht an die Abtei Steinfeld, unter anderem, unter der Bedingung, dass jährlich 1 Malter Malz an den Vogt des Stiftshofs in Lendersdorf zu entrichtet sei.
1289 versprach das St. Adalbertsstift in Aachen in einer Urkunde dem Amtmann des Stifts in Lendersdorf und dem Aachener Vogt in Lendersdorf eine Bezahlung.
Der Dinghof von Lendersdorf sollte zwei Fischer, zwei Bretterspalter, zwei Radmacher, zwei Kohlenbrenner und zwei Zeidler haben, wobei je einer von beiden, dem Hofgericht (Dingstuhl) zugeordnet war.
Seit dem 17. Jahrhundert wird er nach einer Pächterfamilie „Weckshof“ genannt. Der Name Weckshof stammt von den beiden Halfen (Pächtern), des Stiftshofs Lendersdorf, Joest Weck (bis 1676) und Jacob Weck (um 1720).
In der zwischen 1801 und 1828 unter Jean Joseph Tranchot durchgeführten Topographische Aufnahme der Rheinlande ist dieser Hof als eine große vierseitige Hofanlage eingezeichnet. Und wie auf der Topographischen Karte von 1836–1850 (Maßstab 1:25.000) zu sehen, war dies um 1800 die größte Hofanlage in Lendersdorf.
1890 kaufte Josef Frey den Hof auf einer Auktion. Es war nur noch ein Bruchstück des ursprünglichen Hofes. Nach dem Tode Josef Freys erbte 1916 seine Tochter Maria, verheiratet mit Bernhard Demming, den Besitz und der neue Name "Demminger-Hof" bürgerte sich ein.
Von dem alten Hofgebäude ist heute nichts mehr zu finden. Die Bauten des neueren Weckshofes weisen zwei interessante Bauteile auf, das Hoftor, ein romanischer Torbogen in Haustein und den Staffelgiebel des Nordflügels. Dieser Giebel weist sehr große Ähnlichkeit mit dem der Schmalenburg auf und dürfte etwa aus der gleichen Bauepoche stammen (16./17. Jahrhundert).
Der Weckshof ist eine große vierseitige Hofanlage. Straßenseitig steht ein Bruchsteinbau mit Werksteingewänden. Auf dem ehemaligen Gefängnisgebäude, mit den vergitterten Fenstern, steht ein Satteldach. Hofseitig befindet sich eine vermauerte Toreinfahrt. Das Backhaus ist eine Fachwerkkonstruktion aus dem 18. Jahrhundert. Das rückwärtig stark veränderte Haupthaus hat einen Bruchstein-Schweifgiebel. Alle übrigen Gebäude sind aus Backsteinen gemauert.
Das Bauwerk ist unter Nr. 3/007 in die Denkmalliste der Stadt Düren eingetragen.